# 扬·巴丘
扬·巴丘（羅馬尼亞語：Ion Baciu，1944年5月12日—），罗马尼亚的退役轻量级古典式摔角手。他曾代表罗马尼亚参加1968年和1972年夏季奥林匹克运动会摔跤比赛，他在1967年获得世界冠军，并在1968年奥运会上获得银牌，1972年获得第六名。